# Список умерших в 775 году

## Сентябрь
- 14 сентября — Константин V, византийский император (741—775).

## Ноябрь
- 3 ноября — Киби-но Макиби, японский учёный, поэт, государственный деятель и дипломат периода Нара.

## Дата смерти неизвестна или требует уточнения
- Зуфар ибн аль-Хузайл, мусульманский законовед и знаток хадисов, ученик имама Абу Ханифы.
- Киниод I, король пиктов (763—775).
- Лебуин из Фризии, апостол фризов, покровитель Девентера.
- Маврин, епископ Эврё (752 или 757—775).
- Румольд Мехеленский, ирландский или шотландский христианский миссионер.
- Абу Джафар аль-Мансур, один из правителей Арабского халифата, стоявший у истоков государства Аббасидов, основатель и строитель крупнейшего города средневекового мира — Багдада.